# Tylka
Tylka ist eine Ortschaft mit einem Schulzenamt (offizieller Name Tylka-Biały Potok) der Gemeinde Krościenko nad Dunajcem im Powiat Nowotarski der Woiwodschaft Kleinpolen in Polen.

## Geographie
Der Ort liegt am Bach Biały Potok in den Pieninen.

## Geschichte
Der Ort entwickelte sich aus Rodungsinseln (im Jahre 1766 hatte er sechs solche Inseln und eine Mühle) im Gebiet der Starostei Czorsztyn. Bereits vor 1613 gab es dort eine Glashütte. Der Name ist abgeleitet entweder vom polnischen Namen Tylka oder dem deutschen Tilke.
Bei der Ersten Teilung Polens kam das Dorf 1772 zum neuen Königreich Galizien und Lodomerien des habsburgischen Kaiserreichs (ab 1804).
1918, nach dem Ende des Ersten Weltkriegs und dem Zusammenbruch der k.u.k. Monarchie, kam Tylka zu Polen. Unterbrochen wurde dies nur durch die Besetzung Polens durch die Wehrmacht im Zweiten Weltkrieg.
Von 1975 bis 1998 gehörte Tylka zur Woiwodschaft Nowy Sącz.